# Obsidian Cliff Kiosk
L'Obsidian Cliff Kiosk est un kiosque d'information américain situé dans le comté de Park, dans le Wyoming. Construit dans un style rustique en 1931, il abrite des panneaux d'information sur l'Obsidian Cliff, un rempart montagneux voisin. Protégé au sein du parc national de Yellowstone, il est inscrit au Registre national des lieux historiques depuis le 9 juillet 1982.